# ラバス
「ラバス」（リトアニア語: labas）は、リトアニア語で「良い」（英語の "good" に相当）という意味の単語であり、通常挨拶に用いられる。
「ラバス・リタス」 (labas rytas) は「おはよう」（英語の "good morning"）の意味で、丁寧な挨拶に用いられる。同様に、「ラバ・ディエナ」 (laba diena) は「こんにちは」（英語の "good day"）、「ラバス・ヴァカラス」 (labas vakaras) は「こんばんは」（同 "good evening"）を意味する。ここで、「ラバス」（labas）は男性名詞に伴う形容詞で、「ラバ」 (laba) は女性名詞に伴う形容詞である。いずれも語形が変化しているだけで、同じ単語である。
また、「ラバス」が単独で用いられた時は主に友人同士で用いられるような挨拶となり、日本語でいう「やあ」（英語の "Hi"）の意味になる。しかし、永くリトアニア国外で生活していたアダムクス・リトアニア大統領は、この表現をより丁寧な挨拶にも用いようとしている。
ときに、この「ラバス」は、リトアニア人同士でお互いにリトアニア語が話せるかどうか確認するためにも用いられる。
ちなみに、「Labas」はリトアニア国内でGSMの登録商標となっている。